# Светско првенство у биатлону 2013 — штафета за мушкарце
Дисциплина штафета за мушкарце на 46. Светском првенству у биатлону у Нове Мјесто у Моравској, Чешка Република одржана је 16. фебруара 2013. године.
Учествовало је 29 штафета на стази дугој 4 х 7,5 км.
Трка је бодована и за Светски куп 2012/13.у биатлону.

## Резултати
Трка је одржана 15:15.
| №  | СБ | Земља                                                                                                 | Време                                     | Промашаји (Л+С)                         | Заостатак |
| -- | -- | --- | ----------------------------------------- | --------------------------------------- | --------- |
|    | 3  | Норвешка · Оле Ејнар Бјерндален · Henrik L'Abee-Lund · Тарјеј Бе · Емил Хегле Свендсен                | 1:15:39.0 18:34.9 18:50.2 18:52.4 19:21.5 | 0+2 0+3 0+1 0+2 0+0 0+0 0+1 0+0 0+0 0+1 |           |
|    | 1  | Француска · Симон Фуркад · Жан Гијом Беатрикс · Алексис Беф · Мартен Фуркад                           | 1:16:51.8 18:58.8 19:10.4 19:35.3 19:07.3 | 0+0 0+7 0+0 0+3 0+0 0+1 0+0 0+2         | +1:12.8   |
|    | 5  | Немачка · Симон Шемп · Андреас Бирнбахер · Арнд Пајфер · Ерик Лесер                                   | 1:16:57,5 18:30,8 18:54,6 19:08,7 20:23,4 | 0+0 2+3 0+0 0+0 0+0 2+3                 | +1:18,5   |
| 4  | 2  | Русија · Антон Шипулин · Јевгениј Устјугов · Јевгениј Гараничев · Дмитриј Малишко                     | 1:17:03,1 18:35,2 18:59,1 20:13,6 19:15,2 | 0+1 2+6 0+0 0+1 0+0 2+3 0+1 0+1         | +1:24,1   |
| 5  | 4  | Аустрија · Симон Едер · Данијел Месотич · Кристоф Зуман · Доминик Ландертингер                        | 1:17:17,9 18:37,5 19:11,0 19:53,0 19:36,4 | 0+0 0+5 0+0 0+0 0+0 0+2 0+0 0+1 0+0 0+2 | +1:38,9   |
| 6  | 8  | Чехословачка · Михал Шлесингр · Ондреј Моравец · Јарослав Соукуп · Михал Крчмар                       | 1:18:29,1 18:34,8 19:34.1 20:05,1 20:15,1 | 0+3 0+6 0+0 0+1 0+2 0+2 0+1 0+2 0+0 0+1 | +2:50,1   |
| 7  | 11 | Италија · Кристијан де Лоренци · Доминик Виндиш · Кристијан Мартинели · Лукас Хофер                   | 1:18:43,9 19:50,2 19:19,9 20:18,2 19:15,6 | 0+3 1+6 0+0 1+3 0+2 0+0 0+1 0+1 0+0 0+2 | +3:049    |
| 8  | 19 | Канада · Жан-Филип Леглек · Скот Гау · Нејтан Смит · Scott Perras                                     | 1:18:44,7 18:54,9 20:22,4 19:41,1 19:46,3 | 0+4 0+5 0+1 0+1 0+2 0+1 0+1 0+0 0+0 0+3 | +3:05,7   |
| 9  | 15 | Бугарска · Михајил Клечеров · Мирослав Кенанов · Владимир Илијев · Красимир Анев                      | 1:80:50,6 19:07,0 20:15,7 19:39,4 19:48,5 | 0+2 0+3 0+1 0+0 0+0 0+1 0+1 0+1 0+0 0+1 | +3:11,6   |
| 10 | 9  | Словачка · Душан Симоцко · Павол Хурајт · Матеј Казар · Мирослав Матијаско                            | 1:19:06,8 19:23,2 19:52,0 19:22,0 20:29,6 | 0+5 0+4 0+1 0+0 0+1 0+2 0+2 0+1 0+1 0+1 | +3:27,8   |
| 11 | 6  | Шведска · Карл Јохан Бергман · Бјерн Фери · Тобијас Арвидсон · Фредрик Линдстрем                      | 1:19:26,7 19:42,0 19:32,2 20:19.1 19:53.4 | 0+6 1+4 0+2 1+3 0+1 0+1 0+2 0+0 0+1 0+0 | +3:47,7   |
| 12 | 13 | САД · Лоуел Бејли · Тим Берк · Расел Керијер · Лејф Нордгрен                                          | 1:19:40,8 19:13,2 19:47,8 20:21,4 20:18,4 | 0+3 0+9 0+0 0+3 0+2 0+2 0+0 0+1 0+1 0+3 | +4:01,8   |
| 13 | 10 | Словенија · Петер Докл · Клеман Бауер · Јанез Марич · Јаков Фак                                       | 1:19:54,0 19:41,3 20:13,3 20:46,8 19:12,6 | 0+5 1+6 0+3 0+1 0+0 1+3 0+2 0+2 0+0 0+0 | +4:15,0   |
| 14 | 7  | Украјина · Сергиј Семенов · Андриј Дериземља · Артем Прима · Сергеј Седнев                            | 1:20:06,1 19:12,5 19:13,1 20:27.0 21:13.5 | 0+4 1+4 0+2 0+0 0+0 0+0 0+2 0+1 0+0 1+3 | +4:27,1   |
| 15 | 14 | Белорусија · Јевгениј Абраменко · Сергеј Новиков · Vladimir Chepelin · Aliaksandr Babchyn             | 1:20:39,5 20:05,1 19:43,8 20:11,6 20:39.0 | 0+0 1+8 0+0 1+3 0+0 0+1 0+0 0+2         | +5:00,5   |
| 16 | 17 | Естонија · Каури Коив · Indrek Tobreluts · Роланд Лесинг · Данил Степченко                            | 1:21:01.8 19:41,7 19:54,0 20:15,2 21:10,9 | 0+5 0+4 0+1 0+2 0+1 0+1 0+0 0+0 0+3 0+1 | +5:22,8   |
|    | 25 | Кина · Chen Haibin · Ren Long · Li Zhonghai · Li Xuezhi                                               | Круг 19:34.1 20:19,6 20:29,6              | 0+2 2+8 0+0 0+1 0+2 0+1 0+0 0+3 0+0 2+3 |           |
|    | 12 | Швајцарска · Ivan Joller · Бењамин Вегер · Клаудио Бекли · Марио Долдер                               | Круг 19:31.0 19:39.7 20:32.7              | 0+4 3+8 0+1 0+1 0+0 0+1 0+2 0+3 0+1 3+3 |           |
|    | 23 | Румунија · Remus Faur · Ștefan Gavrilă · Roland Gerbacea · Корнел Пукијану                            | Круг 20:36,4 20:45,5 20:59,3              | 0+7 0+8 0+3 0+1 0+3 0+3 0+0 0+3 0+1 0+1 |           |
|    | 16 | Казахстан · Александар Червиков · Јан Савицки · Sergey Naumik · Dias Keneshev                         | Круг 20:55,3 20:15,8 20:45,3              | 0+1 0+3 0+0 0+1 0+1 0+1 0+0 0+1 0+0 0+0 |           |
|    | 21 | Финска · Ахти Тоиванен · Јарко Каупинен · Мика Каљунен · Виле Симола                                  | Круг 20:08.3 20:23.4 21:33.7              | 0+5 1+4 0+0 1+3 0+1 0+1 0+3 0+0 0+1 0+0 |           |
|    | 24 | Летонија · Edgars Piksons · Андрејс Расторгујевс · Rolands Pužulis · Oskars Muižnieks                 | Круг 20:06.1 19:21.0 21:25.4              | 2+6 0+3 0+1 0+1 0+1 0+2 0+1 0+0 2+3 0+0 |           |
|    | 22 | Уједињено Краљевство · Ли-Стив Џексон · Kevin Kane · Pete Beyer · Марсел Лапондер                     | Круг 20:37.2 20:32.3 21:40.5              | 0+3 0+3 0+3 0+2 0+0 0+0 0+0 0+1 0+0 0+0 |           |
|    | 28 | Јужна Кореја · Jun Je-Uk · Ли Ин-Бок · Lee Su-Young · Kim Yong-Gyu>                                   | Круг 20:09.0 21:02,0 21:38,8              | 0+5 1+5 0+2 0+1 0+0 0+0 0+1 0+1 0+2 1+3 |           |
|    | 26 | Литванија · Томас Каукенас · Карол Домбровскиi · Karolis Zlatkauskas · Александар Лавринович          | Круг 19:13,8 21:16,0 22:28,8              | 0+6 3+9 0+1 0+2 0+0 1+3 0+2 2+3 0+3 0+1 |           |
|    | 18 | Јапан · Junji Nagai · Хиденори Иса · Sho Wakamatsu · Ryo Maeda                                        | Круг 19:15,1 21:19,5 21:50,8              | 0+4 2+9 0+1 0+0 0+1 0+3 0+0 0+3 0+2 2+3 |           |
|    | 27 | Србија · Дамир Ристић · Емир Хркаловић · Миланко Петровић · Един Коџић                                | Круг 21:02,9 21:18,7 21:44,2              | 1+5 1+5 0+2 0+2 0+0 0+0 1+3 1+3 0+0 0+0 |           |
|    | 20 | Пољска · Лукаш Шчурек · Адам Квак · Кшиштоф Пливачик · Лукаш Слонина                                  | Круг 21:15,0 21:31,5 20:30,6              | 0+3 4+9 0+0 3+3 0+2 0+2 0+0 0+1 0+1 1+3 |           |
|    | 29 | Шпанија · Samuel Pulido Serrano · Виктор Лобо Есколар · Manuel Fernández Musso · Pedro Quintana Arias | Круг 20:39,5 22:14,5 25:48,6              | 1+4 3+3 0+1 0+0 0+0 0+0 1+3 3+3 0+0     |           |